# Odbor za varstvo človekovih pravic
Odbór za várstvo človékovih pravíc je bila organizacija civilne družbe, ki je delovala v času osamosvojitve Slovenije. 
Odbor je bil ustanovljen 3. junija 1988, nekaj dni po aretaciji Janeza Janše in Ivana Borštnerja 31. maja 1988. Prvotno se je odbor imenoval Odbor za varstvo pravic Janeza Janše, preimenoval se je po aretacijah drugih obtoženih v procesu proti četverici, ki jim je sledil. Deloval je kot organizacija za varstvo pravic obtoženih v procesu proti četverici, med katerim je zahteval, da se obtoženim omogoči obramba s prostosti in s civilnim zagovornikom, da proces poteka v slovenskem jeziku in javno, po njem pa opozarjal na neskladnost ustave in zakonov s standardi varovanja človekovih pravic. Odboru se je pridružilo več kot 1000 kolektivnih članov (med njimi 100 osnovnih organizacij ZKS) in približno 111.000 individualnih (doseglo je številčnost tedanjega članstva v Zvezi komunistov Slovenije, ki je že počasi upadalo), vsega skupaj ga je podpiralo torej več sto tisoč ljudi. V Kolegiju Odbora, ki je poleg (ožjega) predsedstva vodil njegovo delo, so bili vključeni predstavniki vseh poglavitnih segmentov civilne družbe, od različnih alternativnih gibanj in institucij ter skupin intelektualcev oz. "disidentov", posameznih društev (pisatelji, igralci), vse do katoliške Cerkve. Odbor je deloval do volitev leta 1990 in je objavil več kot sto sporočil za javnost, organiziral demonstracije med sojenjem ter več množičnih zborovanj (prvo je bilo na Kongresnem trgu junija 1988, na najodmevnejšem, 8. maja 1989, ki je kot javna seja predsedstva RK ZSMS potekala na istem mestu, pa je bila mdr. predstavljena Majniška deklaracija). Kljub množičnosti in vplivnosti v javnosti, Odbor ni postavljal neposrednih političnih zahtev, imel pa je pomembno vlogo v procesih demokratizacije in pluralizacije slovenske družbe in politike konec 80. let 20. stoletja.
Predsednik odbora je bil Igor Bavčar, medtem ko so kolegij Odbora sestavljali: Igor Bavčar, Bojan Korsika, Igor Omerza, Alenka Puhar, Gregor Tomc, Spomenka Hribar, Tine Hribar, Lojze Peterle, Dušan Keber, Franc Zagožen, Ali Žerdin, Slavoj Žižek, Srečo Kirn, Pavle Gantar, France Bučar, Mile Šetinc, Matevž Krivic, Anton Stres, Rastko Močnik, Dare Valič, Marko Hren, Boris Cavazza, Alojz Križman, Viktor Blažič, Rado Riha, Braco Rotar, Tomaž Mastnak, Drago Demšar, Veno Taufer, Igor Vidmar, Tone Remc, Franco Juri, Bojan Fink (tajnik), Roman Lavtar oz. Milan Balažic (skupaj največ 35 članov).